# Terreiro de São Jorge Filho da Gomeia
Terreiro São Jorge Filho da Goméia ou Terreiro do Portão localizado em Lauro de Freitas, Bahia. Tombado pelo IPAC em 15 de abril de 2004. Foi fundado por Mãe Mirinha do Portão em 1948, é de de origem congo-angola. Após o falecimento de Mãe Mirinha em 1989, assumiu o posto Valdete dos Santos, sobrinha de Mãe Mirinha e filha de santo. Com o afastamento dela, assumiu então Mameto Kamurici, Maria Lúcia Neves, neta de Mãe Mirinha e atual responsável pelo Terreiro.
O terreiro está localizado na Rua Queira Deus, 78 - Portão, Lauro de Freitas - BA, 42700-00. Possui um museu comunitário que tem uma exposição permanente sobre a história da casa e legado de Mãe Mirinha e apresenta exposições temporárias, além de receber visitantes de todas as partes do mundo. Ainda no espaço do terreiro há uma tecelagem que produz Alaká, uma oficina de costura e uma biblioteca. Através da Associação Filhos da Goméia, o terreiro realiza atividades culturais e educacionais durante todo o ano.